# Omorgus funestus
Omorgus funestus är en skalbaggsart som beskrevs av Lansberge 1886. Omorgus funestus ingår i släktet Omorgus och familjen knotbaggar. Inga underarter finns listade i Catalogue of Life.